# Stor-Skränmåsören
Stor-Skränmåsören is een Zweeds eiland behorend tot de Lule-archipel. Het eiland ligt voor de kust van Hertsön. Het eiland heeft geen oeververbinding en is op een enkel zomerhuisje na onbebouwd. 
Lill-Skränmåsören ligt ten oosten van dit eiland;  Skränmåsören ligt in de Kalix-archipel.